# Уганда на летних Олимпийских играх 2016
Уганда на летних Олимпийских играх 2016 года будет представлена как минимум в трёх видах спорта.

## Состав сборной
Бокс
1. Кеннеди Катенде
2. Рональд Серуго

 Лёгкая атлетика
1. Джейкоб Араптани
2. Бенджамин Киплагат
3. Джейкоб Киплимо
4. Джексон Кипроп
5. Стивен Кипротич
6. Филлип Кипьеко
7. Мозез Куронг
8. Рональд Мусагала
9. Муньо Мутаи
10. Тимоти Тороитич
11. Джошуа Чептегеи
12. Някиси Адеро
13. Халима Накаайи
14. Винни Наньондо
15. Джульет Чеквел
16. Перут Чемутаи
17. Стелла Чесанг

 Плавание
1. Джошуа Тибатемва
2. Джамиле Лункусе

## Результаты соревнований

### Бокс
Квоты, завоёванные спортсменами являются именными. Если от одной страны путёвки на Игры завоюют два и более спортсмена, то право выбора боксёра предоставляется национальному Олимпийскому комитету. Соревнования по боксу проходят по системе плей-офф. Для победы в олимпийском турнире боксёру необходимо одержать либо четыре, либо пять побед в зависимости от жеребьёвки соревнований. Оба спортсмена, проигравшие в полуфинальных поединках, становятся обладателями бронзовых наград.
Мужчины
| Категория | Спортсмены      | Первый раунд          | Второй раунд         | Четвертьфинал        | Полуфинал            | Финал                | Место                |
| Категория | Спортсмены      | Соперник Результат    | Соперник Результат   | Соперник Результат   | Соперник Результат   | Соперник Результат   | Место                |
| --------- | --------------- | --------------------- | -------------------- | -------------------- | -------------------- | -------------------- | -------------------- |
| до 52 кг  | Рональд Серуго  |                       |                      |                      |                      |                      |                      |
| до 81 кг  | Кеннеди Катенде | GBRД. Буатси П TKO R3 | Завершил выступление | Завершил выступление | Завершил выступление | Завершил выступление | Завершил выступление |

### Водные виды спорта

#### Плавание
В следующий раунд на каждой дистанции проходят спортсмены, показавшие лучший результат, независимо от места, занятого в своём заплыве.
Мужчины
| Дистанция                | Спортсмены       | Предварительный раунд | Предварительный раунд | Предварительный раунд | Полуфинал | Полуфинал | Полуфинал | Финал     | Финал |
| Дистанция                | Спортсмены       | Заплыв                | Результат             | Место                 | Заплыв    | Результат | Место     | Результат | Место |
| ------------------------ | ---------------- | --------------------- | --------------------- | --------------------- | --------- | --------- | --------- | --------- | ----- |
| 50 метров вольным стилем | Джошуа Тибатемва |                       |                       |                       |           |           |           |           |       |

Женщины
| Дистанция          | Спортсмены      | Предварительный раунд | Предварительный раунд | Предварительный раунд | Полуфинал             | Полуфинал             | Полуфинал             | Финал                 | Финал                 |
| Дистанция          | Спортсмены      | Заплыв                | Результат             | Место                 | Заплыв                | Результат             | Место                 | Результат             | Место                 |
| ------------------ | --------------- | --------------------- | --------------------- | --------------------- | --------------------- | --------------------- | --------------------- | --------------------- | --------------------- |
| 100 метров брассом | Джамиле Лункусе | 2                     | 1:19,64               | 40                    | Завершила выступление | Завершила выступление | Завершила выступление | Завершила выступление | Завершила выступление |

### Лёгкая атлетика
Мужчины
Беговые дисциплины
| Дисциплина                         | Спортсмен          | Предварительный раунд | Предварительный раунд | Предварительный раунд | Четвертьфиналы | Четвертьфиналы | Четвертьфиналы | Полуфиналы    | Полуфиналы    | Полуфиналы    | Финал | Финал |
| Дисциплина                         | Спортсмен          | Забег                 | Время                 | Место                 | Забег          | Время          | Место          | Забег         | Время         | Место         | Время | Место |
| ---------------------------------- | ------------------ | --------------------- | --------------------- | --------------------- | -------------- | -------------- | -------------- | ------------- | ------------- | ------------- | ----- | ----- |
| бег на 1500 метров                 | Рональд Мусагала   |                       |                       |                       | не проводится  | не проводится  | не проводится  |               |               |               |       |       |
| бег на 5000 метров                 | Джошуа Чептегеи    |                       |                       |                       | не проводится  | не проводится  | не проводится  | не проводится | не проводится | не проводится |       |       |
| бег на 5000 метров                 | Джейкоб Киплимо    |                       |                       |                       | не проводится  | не проводится  | не проводится  | не проводится | не проводится | не проводится |       |       |
| бег на 5000 метров                 | Филлип Кипьеко     |                       |                       |                       | не проводится  | не проводится  | не проводится  | не проводится | не проводится | не проводится |       |       |
| бег на 10 000 метров               | Джошуа Чептегеи    | не проводится         | не проводится         | не проводится         | не проводится  | не проводится  | не проводится  | не проводится | не проводится | не проводится |       |       |
| бег на 10 000 метров               | Мозез Куронг       | не проводится         | не проводится         | не проводится         | не проводится  | не проводится  | не проводится  | не проводится | не проводится | не проводится |       |       |
| бег на 10 000 метров               | Тимоти Тороитич    | не проводится         | не проводится         | не проводится         | не проводится  | не проводится  | не проводится  | не проводится | не проводится | не проводится |       |       |
| бег на 3000 метров с препятствиями | Джейкоб Араптани   |                       |                       |                       | не проводится  | не проводится  | не проводится  | не проводится | не проводится | не проводится |       |       |
| бег на 3000 метров с препятствиями | Бенджамин Киплагат |                       |                       |                       | не проводится  | не проводится  | не проводится  | не проводится | не проводится | не проводится |       |       |

Шоссейные дисциплины
| Дисциплина | Спортсмен       | Время | Место | Отставание |
| ---------- | --------------- | ----- | ----- | ---------- |
| марафон    | Джексон Кипроп  |       |       |            |
| марафон    | Стивен Кипротич |       |       |            |
| марафон    | Муньо Мутаи     |       |       |            |

Женщины
Беговые дисциплины
| Дисциплина                         | Спортсмен      | Предварительный раунд | Предварительный раунд | Предварительный раунд | Четвертьфиналы | Четвертьфиналы | Четвертьфиналы | Полуфиналы    | Полуфиналы    | Полуфиналы    | Финал | Финал |
| Дисциплина                         | Спортсмен      | Забег                 | Время                 | Место                 | Забег          | Время          | Место          | Забег         | Время         | Место         | Время | Место |
| ---------------------------------- | -------------- | --------------------- | --------------------- | --------------------- | -------------- | -------------- | -------------- | ------------- | ------------- | ------------- | ----- | ----- |
| бег на 800 метров                  | Халима Накаайи |                       |                       |                       | не проводится  | не проводится  | не проводится  |               |               |               |       |       |
| бег на 800 метров                  | Винни Наньондо |                       |                       |                       | не проводится  | не проводится  | не проводится  |               |               |               |       |       |
| бег на 5000 метров                 | Джульет Чеквел |                       |                       |                       | не проводится  | не проводится  | не проводится  | не проводится | не проводится | не проводится |       |       |
| бег на 5000 метров                 | Стелла Чесанг  |                       |                       |                       | не проводится  | не проводится  | не проводится  | не проводится | не проводится | не проводится |       |       |
| бег на 10 000 метров               | Джульет Чеквел | не проводится         | не проводится         | не проводится         | не проводится  | не проводится  | не проводится  | не проводится | не проводится | не проводится |       |       |
| бег на 3000 метров с препятствиями | Перут Чемутаи  |                       |                       |                       | не проводится  | не проводится  | не проводится  | не проводится | не проводится | не проводится |       |       |

Шоссейные дисциплины
| Дисциплина | Спортсмен    | Время | Место | Отставание |
| ---------- | ------------ | ----- | ----- | ---------- |
| марафон    | Някиси Адеро |       |       |            |